# Liodessus miersii
Liodessus miersii är en skalbaggsart som först beskrevs av White 1847.  Liodessus miersii ingår i släktet Liodessus och familjen dykare. Inga underarter finns listade i Catalogue of Life.